# Iurus
Iurus é um género de escorpiões pertencentes à família Iuridae.
As espécies deste género podem ser encontradas no Mediterrâneo Oriental.
Espécies:
- Iurus dekanum (Roewer, 1943)
- Iurus dufoureius (Brullé, 1832)
- Iurus kinzelbachi Kovarik, Fet, Soleglad & Yagmur, 2010